# Rebilus crediton
Rebilus crediton is een spinnensoort uit de familie Trochanteriidae. De soort komt voor in Queensland.